# Benjamin Mitchell (actor)
Benjamin Mitchell (nacido el 7 de julio de 1979), es un actor neozelandés mejor conocido por su papel del Dr. TK Samuels en el serial televisivo Shortland Street.

## Biografía
Ben asistió a la escuela secundaria en St John's College, Hamilton, Nueva Zelanda. Mitchell, entrenador personal y ganador de Mr. New Zealand en 1999, se mudó a Auckland en 2000 para seguir una carrera como actor. Su primer papel fue el de reportero en Shortland Street en 2000. El personaje que interpretó era muy contrario y ha sido encasillado en muchos roles similares. A esto le siguieron partes en programas que incluyen Power Rangers Ninja Storm y Outrageous Fortune.
A principios de 2006, Mitchell se unió al elenco de Shortland Street como el joven doctor TK Samuels. Como uno de los "rostros más reconocibles de Shortland Street ", Mitchell ha  "ganado gran popularidad en toda Nueva Zelanda, especialmente entre las espectadoras".
En 2007, Mitchell protagonizó junto a la actriz de Bollywood Celina Jaitley la película Love Has No Language, una coproducción entre Nueva Zelanda y Australia de "gran presupuesto" que se estrenó en 2008. También apareció en el largometraje independiente de Nueva Zelanda I'm not Harry Jenson.
Mitchell habla con fluidez Te Reo Māori y prestó su apoyo a las campañas de la Semana del Idioma Maorí en 2006 y 2008.

## Vida personal
Tiene dos hijas y un hijo, la hija menor se llama Sofia, la mayor Mila y su hijo Nico.
En 2015 fue avergonzado públicamente por aparcar en una plaza de aparcamiento para discapacitados.

## Filmografía
- Father (1990)
- Mr. Nice Guy (1997)
- Reporter (2000)
- Stingers (serie de televisión, 2002)
- Power Rangers Ninja Storm (serie de televisión, 2003)
- Outrageous Fortune (serie de televisión, 2005)
- An Aggressive Gift (cortometraje, 2008)
- Love Has No Language (2008)
- The Shoe Box (cortometraje, 2009)
- I'm Not Harry Jenson. (2009)
- Curry Munchers (2011)
- Shortland Street (serie de televisión, 2006–2023)
- El hobbit: la desolación de Smaug (2013)
- Pork Pie (2017)